# Alps Cottis
Els Alps Cottis (en llatí Alpes Cottiae o Alpes Cottianae) eren un territori que primer va dependre de Roma i després es va convertir en província romana.
El seu nom deriva d'un cap alpí anomenat Cottius, rei de diverses tribus celto-lígurs dels Alps, amic d'August. L'emperador li va donar la possessió del districte amb el títol de Praefectus (prefecte). El territori incloïa dotze petites tribus alpines i anava d'Embrun (Ebrodunum) a la Gàl·lia fins a Susa (Segusio) a Itàlia amb l'important pas de Mont Genevre, una de les vies de comunicació més importants entre els dos països, segons Estrabó i Plini el Vell. Els rius principals, que tenien les fonts als Alps, eren el Druentia (Durance) i el Duria (Dora Riparia) a l'est, que Estrabó confon amb el Dora Baltea que flueix pel país on vivien els salasses.
El territori va seguir en mans dels reis locals fins que Neró el va incorporar a l'imperi com a província a la que es va donar el nom d'Alps Cottis (Alpes Cottiae), nom que en temps de Constantí es va estendre cap al Piemont ocupant el que havia estat la Ligúria. El topònim subsisteix amb el nom d'Alps Cotians.